# Paule Gobillard
Paule Marie Gobillard, née à Quimperlé le 3 décembre 1867 et morte à Paris 16e le 27 février 1946, est une peintre post-impressionniste française.
Elle a à plusieurs reprises posé comme modèle pour sa tante Berthe Morisot et pour Renoir.

## Biographie
Paule est l'aînée des enfants de Théodore Gobillard et de son épouse Yves, née Morisot, à Quimperlé (Finistère). Son frère Marcel (1872-1922) et sa sœur Jeannie (1877-1970) sont ses cadets. La peintre Berthe Morisot est sa tante, elle-même belle-sœur du peintre Édouard Manet. L'environnement artistique de la famille comprend également Edgar Degas qui peint sa mère Yves Gobillard en 1869.
Théodore Gobillard meurt en 1879. Après la mort de sa mère en 1893, Paule s'installe avec son frère et sa sœur dans la maison de sa tante Berthe Morisot. Sa cousine Julie Manet a consigné de nombreux détails sur la vie de ces années dans son journal publié postérieurement.
Berthe Morisot peint Paule Gobillard à plusieurs reprises. Elle lui donne également des cours de peinture, ainsi qu'à sa sœur Jeannie et à Julie Manet. Suivant les conseils de Berthe Morisot, Paule Gobillard prend également des cours auprès du peintre Henri Gervex et copie des tableaux au musée du Louvre. Avec sa sœur Jeannie, elle rend visite à Renoir en 1894 à Cagnes-sur-Mer, qui lui donne également des cours de peinture. Il existe ainsi plusieurs portraits de Paule Gobillard signés de Renoir.
Après la mort de Berthe Morisot en 1895, elle vit avec sa sœur et sa cousine Julie Manet dans un appartement au 40, rue de Villejust à Paris. Le cercle d'amis de la famille comprend l'écrivain Stéphane Mallarmé, dont Paule Gobillard fera un portrait, l'écrivain André Gide et le peintre Odilon Redon. Par l'intermédiaire d'Edgar Degas, une rencontre avec l'écrivain Paul Valéry a lieu en 1898. En 1900, Valéry épouse sa sœur Jeannie Gobillard tandis que sa cousine Julie Manet épouse le peintre Ernest Rouart.
Paule Gobillard quant à elle reste célibataire. Elle vit avec les Valéry après le mariage de sa sœur. Dès lors, elle se consacre entièrement à la peinture et produit des peintures à l'huile, aquarelles et pastels. Elle a peint des portraits, des scènes de genre, des paysages et des natures mortes. Son style est clairement inspiré de celui de Berthe Morisot,,.
Elle expose ses œuvres au Salon des Indépendants de 1894 à 1912, au Salon d'automne de 1904 à 1946, et participe au Salon des Tuileries à partir de 1926.
Elle participe aux expositions de groupe organisées par la Société des Femmes Artistes Modernes (FAM), créée en 1931 par Marie-Anne Camax-Zoegger. Elle est présente sur la liste des artistes de l'exposition de 1935 à la Galerie Bernheim-Jeune.
Paule Gobillard meurt à Paris en 1946,, et est enterrée au cimetière du Père-Lachaise (31e division).

Œuvres de Paule Gobillard
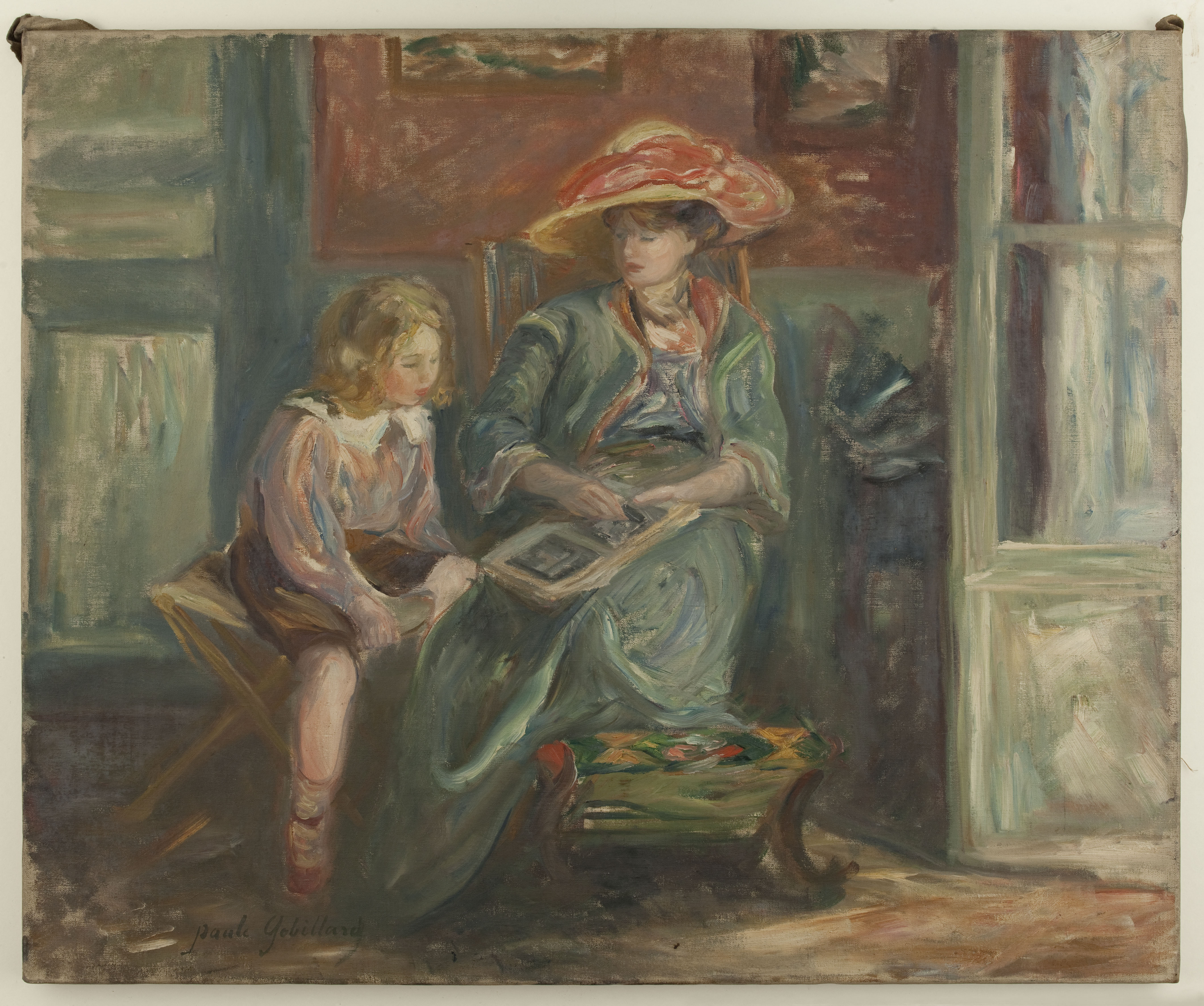
Madame Paul Valéry et son fils Claude (1910), Paris, Petit Palais.
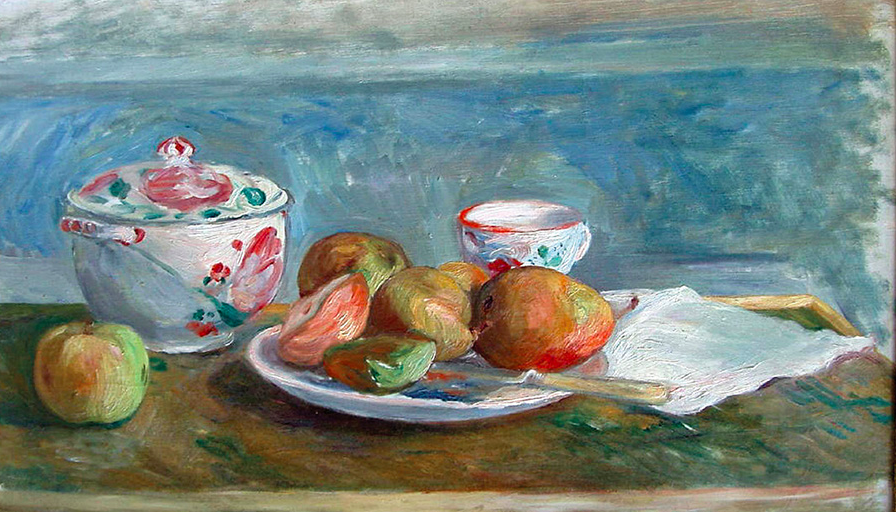
Nature morte aux coings, Findlay Galleries.
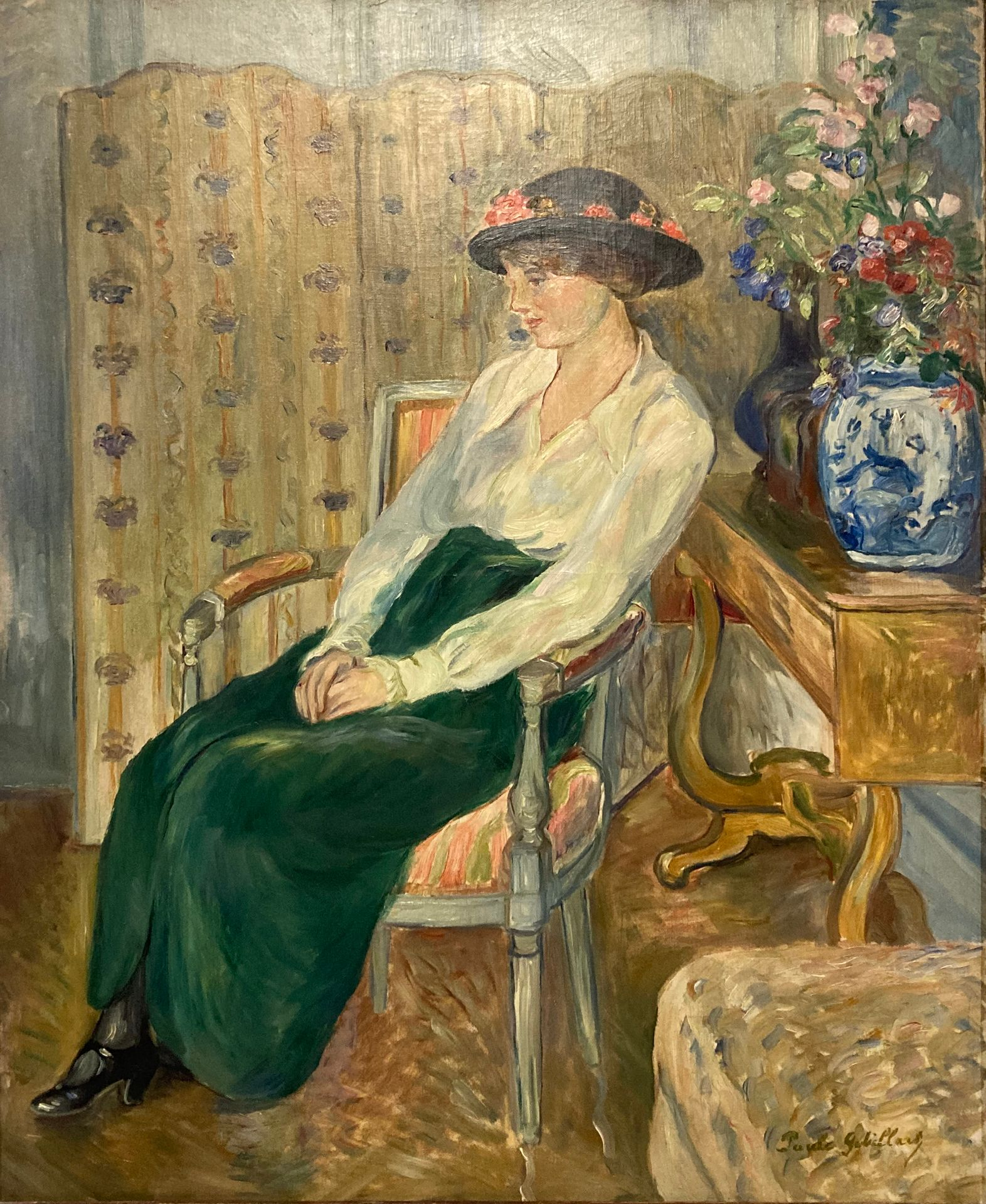
La Femme au chapeau, Collection privée.
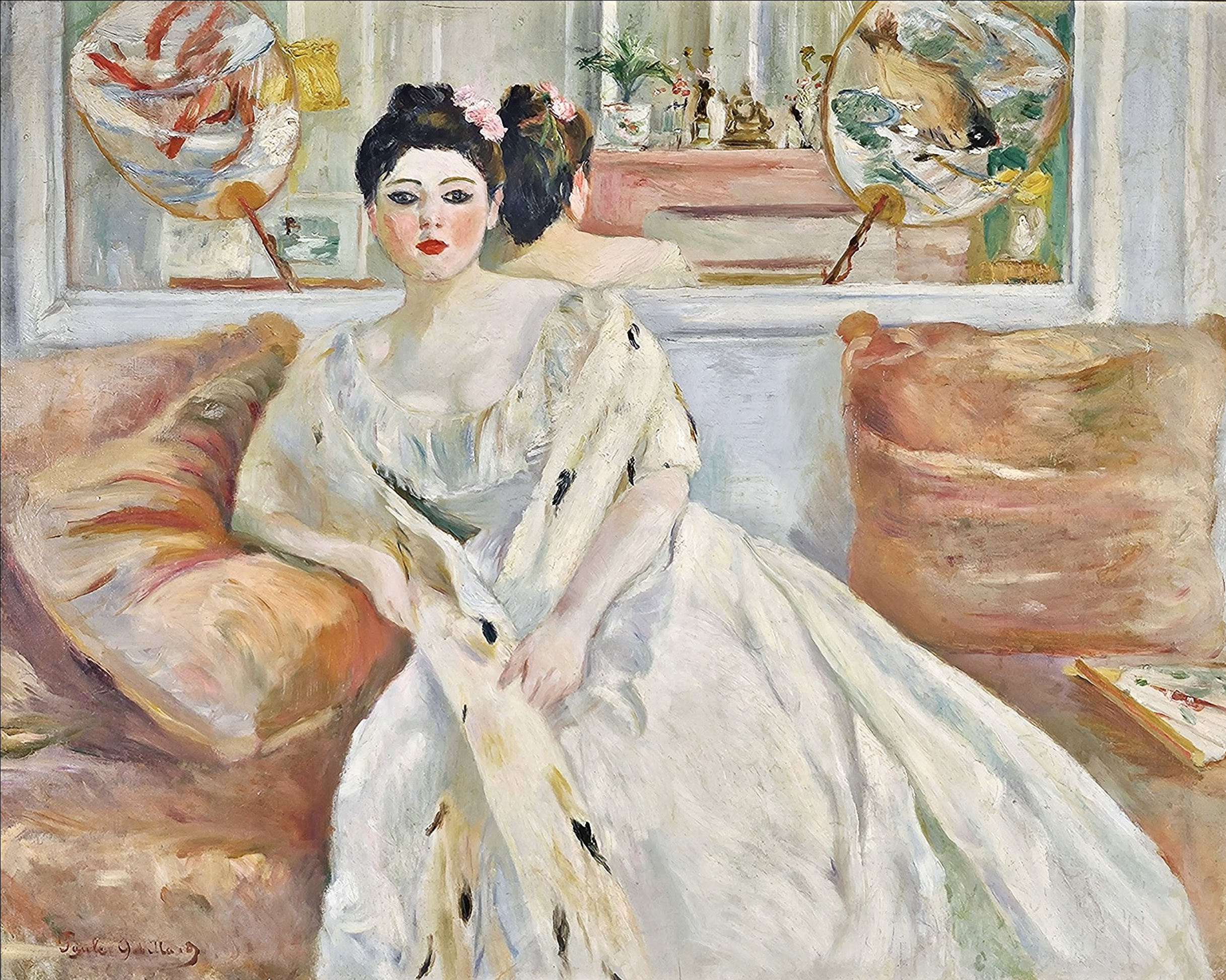
La femme à la robe blanche, effet de miroir, Collection privée.

## Expositions
- Paule Gobillard (1869-1946), Galerie Scot, Paris, France, 23 septembre - 31 octobre, 1999.

## Postérité
- En mai 1983, Imelda Marcos fait l'acquisition d'une série de 52 œuvres de l'artiste à New-York[11].
- Le 30 juin 2004, la collection de François Valéry, le neveu de Paule Gobillard, a été mise aux enchères par l'étude Calmels-Cohen[12].